# Никифоровское (Ленинградская область)
Никифоровское (до 1948 года Рахиккала, фин. Rahikkala) — посёлок в Каменногорском городском поселении Выборгского района Ленинградской области.

## Название
Зимой 1948 года деревне Рахиккала было присвоено наименование Высокая. В качестве обоснования были указаны «географические условия». Спустя полгода название было изменено на Никифоровское. В качестве обоснования было указано: «в память погибшей младшего лейтенанта Никифоровой в 1944 году на территории района». Е. Ф. Никифорова, младший лейтенант медслужбы, умерла от ран в августе 1944 года. Переименование было закреплено указом Президиума ВС РСФСР от 13 января 1949 года.

## История

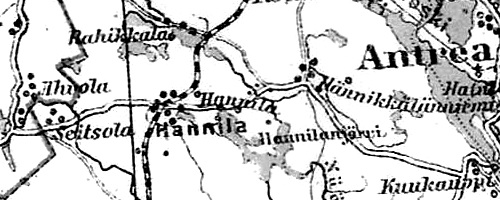
Деревня Рахиккала на финской карте 1923 года

До 1939 года деревня Рахиккала входила в состав волости Антреа Выборгской губернии Финляндской республики.
С 1 января 1940 года — в составе Карело-Финской ССР.
С 1 июля 1941 года по 31 мая 1944 года финская оккупация.
С 1 декабря 1944 года — в составе Ханнильского сельсовета Яскинского района.
С 1 января 1949 года учитывается административными данными, как деревня Никифоровское в составе Липовского сельсовета Лесогорского района. В ходе укрупнения хозяйства к деревне была присоединена соседняя деревня Пааккарила.
С 1 декабря 1960 года — в составе Выборгского района.
В 1961 году население деревни составляло 188 человек. 
По данным 1966 года посёлок Никифоровское входил в состав Липовского сельсовета.
По данным 1973 года в состав Липовского сельсовета входили два посёлка: Никифоровское I и Никифоровское II, расположенное в пяти километрах от первого.
По данным 1990 года единый посёлок Никифоровское входил в состав Возрожденского сельсовета.
В 1997 году в посёлке Никифоровское Возрожденской волости проживали 8 человек, в 2002 году — 23 человека (все русские).
В 2007 году в посёлке Никифоровское Каменногорского ГП проживали 5 человек, в 2010 году — 18 человек.

## География
Посёлок расположен в северной части района на автодороге 41К-418 (Дружноселье — Перевозное).
Расстояние до административного центра поселения — 10 км. 
В посёлке находится железнодорожная платформа Никифоровское. 
Посёлок находится на восточном и южном берегах Никифоровского и Проточного озёр.

## Демография
| 2007 | 2010 | 2017 | 2021 |
| ---- | ---- | ---- | ---- |
| 5    | ↗18  | ↘7   | ↗26  |

## Улицы
1-й Радужный проезд, 2-й Радужный проезд, 3-й Радужный проезд, 4-й Радужный проезд, 5-й Радужный проезд, 6-й Радужный проезд, Береговой проезд, Короткий проезд, Мирный проезд, Никифоровская.